# Мотель Бейтса
«Мотель Бейтса» (англ. Bates Motel) — телефільм, який є спін-оффом фільму «Психо» й не перетинається з трьома його сиквелами. Фільм знімався в оригінальних декораціях першого фільму.

## Сюжет
Після подій фільму «Психо» Нормана Бейтса розміщено в психіатричній лікарні. Там він проймається батьківськими почуттями до дитини-пацієнта Алекса Веста, який перебуває в психологічному шоці після того, як вбив свого вітчима-ґвалтівника. Норман стає для Алекса другим батьком.
За 27 років Норман Бейтс помирає, але встигає заповісти Алексові мотель та свій будинок (які пустують з моменту його арешту) з ціллю дати Алексові шанс на нове життя. Алекс переїжджає в його будинок і за допомоги мандруючої дівчини-підлітка Віллі вирішує заново відкрити мотель, аби зайнятися бізнесом. Але раптово він починає бачити силует місіс Бейтс у вікні її спальні, а по тому й вона сама починає з'являтися в нього перед очима. Хто б це не був, сама Норма Бейтс, чи просто її привид, але цей хтось усіляко намагається вигнати Алекса з будинку Бейтса й у жодному разі не дати йому відкрити мотель.

## Історія створення
Фільм планувався як пілотний випуск до цілого серіалу, але через низькі рейтинги епізоду серіал так й не було відзнято. Норман Бейтс з'являється ненадовго лише на початку фільму і його роль зіграв актор Курт Пол, який був дублером Ентоні Перкінса в «Психо 2» та «Психо 3». Сам Перкінс відмовився брати участь в проекті.

## В ролях
- Бад Корт — Алекс Вест
- Лорі Петті — Алекс Віллі
- Мозес Ґанн — Генрі Вотсон
- Ґреґґе Генрі — Том Фуллер
- Крістін Ге — Саллі
- Джейсон Бейтман — Тоні Скотті
- Керрі Кін — Барбара Пітерс
- Роберт Рікардо — Лікар Ґудман
- Енді Елбін — Містер Йокс
- Долорес Албін — Місіс Фішер
- Келлі Еймс — Бет
- Роберт Аксельрод — Продавець Шипскін
- Ґаррі Баллард — Пастор
- Пітер Добсон — Біллі Паркс
- Тімоті Фолл — Террі Міллер
- Кармен Фалпі — Бадді
- Курт Пол — Норман Бейтс